# Internet Architecture Board
Internet Architecture Board (IAB), dawniej Internet Activities Board - techniczne ciało zarządzające Internetem, składające się z dwóch podstawowych grup roboczych:
- Internet Research Task Force (IRTF), badająca nowe technologie.
- Internet Engineering Task Force (IETF), zajmująca się opracowywaniem standardów.